# 루이즈 롬바드
루이즈 롬바드(Louise Lombard, 1970년 10월 13일 ~ )는 잉글랜드의 배우이다.

## 출연 작품
- 히달고
- CSI 라스베가스